# Paolo Giulietti
Paolo Giulietti (ur. 1 stycznia 1964 w Perugii) – włoski duchowny katolicki, biskup pomocniczy Perugii (2014–2019), od 2019 arcybiskup Lukki. 

## Życiorys

### Prezbiterat
Święcenia kapłańskie otrzymał 29 września 1991 i został inkardynowany do archidiecezji Perugii. Przez cztery lata pracował jako wikariusz, a w kolejnych latach kierował duszpasterstwem młodzieży na szczeblu diecezjalnym (1995-2001) i krajowym (2001-2007). W latach 2007–2010 był proboszczem w Ponte San Giovanni, a w 2010 został mianowany wikariuszem generalnym archidiecezji.

### Episkopat
30 maja 2014 papież Franciszek mianował go biskupem pomocniczym archidiecezji Perugii, ze stolicą tytularną Termae Himerae. Sakry udzielił mu 10 sierpnia 2014 kardynał Gualtiero Bassetti. 19 stycznia 2019 papież Franciszek mianował go arcybiskupem Lukki. Ingres odbył się 12 maja 2019.